# Химический факультет Белградского университета
Химический факультет Белградского университета (серб. Хемијски факултет Универзитета у Београду) — один из 31 факультета Белградского университета, занимающийся подготовкой высококвалифицированных специалистов в области химии и будущих преподавателей химии. Официально образован в конце 1980-х годов.

## История
Преподавание химии осуществлялось ещё в Лицее и Высшей школе Белграда, которые были предшественниками Белградского университета. В 1853 году было образовано естественно-техническое отделение Лицея на философском факультете, где и преподавалась химия: первым профессором химии стал химик-технолог, член Сербской академии наук и искусств Михайло Рашкович, преподававший органическую и неорганическую химию и химическую технологию. В том же году появилась химическая лаборатория лицея. Лаборатория и химическое отделение находились сначала в особняке княгини Любицы, а затем в доме капитана Миши.
В 1873 году философский факультет был разделён на историко-филологическое и естественно-математическое отделения, и именно на последнем преподавалась химия. После преобразования Высшей школы в Университет в 1905 году философский факультет был разделён на 15 групп, одной из которых стала группа химии. После Рашковича химию преподавал Сима Лозанич, ректор Высшей школы и в будущем университета, председатель Сербской академии наук и искусств. Он был автором учебников по неорганической химии, органической химии, химической технологии и аналитической химии. Именно его учебник по неорганической химии стал одним из первых сербских и европейских учебников по химии, где появилась периодическая система Менделеева.
Химическая лаборатория была преобразована в химический завод университета, который стал в 1924 году химическим институтом. С 1927 года на философском факультете были группа химии и группа прикладной химии. В состав отделения химии вошли два профессорских кабинета и два кабинета ассистентов, библиотека и несколько небольших лабораторий. В 1947 году естественно-математическое отделение философского факультета стало отдельным факультетом, а в 1961 году весь факультет переехал в дом № 16 на Студенческой площади. В начале 1970-х естественно-математический факультет был разделён на относительно самостоятельные отделения, которые в конце 1980-х стали отдельным факультетами. Химия преподавалась на отделении химических и физико-химических наук, куда входили химический институт с пятью кафедрами (неорганическая химия, органическая химия, аналитическая химия, химия природных процессов и прикладная химия) и физико-химический институт. Институт физической химии стал отдельным факультетом физической химии, а собственно химический институт — химическим факультетом.
В довоенные годы преподавателями химического отделения были Милое Стоилькович (физическая химия), Миливое Лозанич (стереохимия и аналитическая химия) и Милорад Йовичич (физиологическая химия). После Первой мировой войны в 1921 году ассистентом по химии был назначен Вукич Мичович, избранный в 1931 году доцентом и профессором в 1938 году. Сын Симы Лозанича продолжил преподавание на факультете. После Второй мировой войны на факультете работали профессор Миливое Лозанич, доцент Вукич Мичович и ассистент Сергей Лебедев, а позже профессора Джордже Стефанович и Светозар Йованович. Новое здание факультета выстроено на месте печально известной тюрьмы «Главняча».
24 мая 2017 года факультет оказался в центре внимания сербских СМИ: утром были обнаружены следы неизвестной жидкости в подвальных помещениях, и было принято решение эвакуировать студентов и преподавателей (более 500 человек). Позже выяснилось, что произошла утечка жидкого фенола. Хотя эвакуация прошла спокойно и без паники, один из преподавателей пострадал, разбив колбы с химикатами (соляная кислота и аммиак), что привело к возникновению густого дыма и срабатыванию пожарных сигнализаций.

## Структура
В состав факультета входят шесть кафедр:
- кафедра неорганической химии
- кафедра органической химии
- кафедра биохимии
- кафедра аналитической химии
- кафедра преподавания химии
- кафедра прикладной химии

Проводится обучение студентов по стандартным 4-летним программам бакалавриата «Химия», «Биохимия» и «Химия живой природы», по углублённой 5-летней программе бакалавриата «Преподавание химии», также есть магистратура и аспирантура. В состав факультета входят пять научных центров и несколько лабораторий, в том числе лаборатория инструментального анализа, занимающаяся разработкой вакцин.

## Руководство факультета
- Декан факультета — профессор Иван Гржетич
- Заместитель декана по научной работе — профессор Драгана Милич
- Заместитель декана по преподавательской работе — профессор Татьяна Вербич
- Заместитель декана по финансовым вопросам — профессор Радивое Проданович
- Заместитель декана заместителем по работе со студентами — Ненад Зарич
- Секретарь — Бошко Радивоевич

## Текущая деятельность

### Научная
Научная деятельность является одним из приоритетов работы химического факультета. Она осуществляется посредством фундаментальных, прикладных и научно-исследовательских работ, которые проводятся в целях развития науки и профессии, повышения качества преподавания, научного и профессионального развития, развития научно-педагогической субкультуры, внедрения студентов в научную работу и создания материальных условий труда и развития факультета. В частности, группа учёных во главе с доктором Радомиром Саичичем в июне 2013 года совершила открытие, обнаружив в молекулах тиса обыкновенного соединения, которые эффективны при лечении рака. В сентябре 2017 года команда под руководством Мирослава Врвича на основе результатов исследований учёных из университетов Киото, Осаки и Кобе успешно провела экспериментальную очистку участка почвы от попавших туда нефтепродуктов, используя те же бактерии, что ускоряют разложение полиэтилентерефталата.

### Образовательная
Всего же с момента основания и по настоящий день выпускниками факультета стали 2898 студентов, в том числе 97 специалистов, 345 магистров химии и 204 доктора химических наук. Четыре профессора химического факультета стали членами Сербской академии наук и искусств. Студенты регулярно участвуют в Международной химической олимпиаде и добиваются успехов: так, в июле 2017 года бронзовые медали на олимпиаде в Таиланде завоевали студенты химического факультета Анамария Николетич и Андрей Кукурузар. В рамках химического факультета действует лаборатория для школьников «Kids’ Lab — Molekul je kul». Ежегодно химическим факультетом и факультетом физической культуры и спорта проводится мероприятие «Там, где начинается наука» с целью повышения интереса к химии среди школьников и студентов иных специальностей.
Преподаватели химического факультета Белградского университета помогают проводить конференции юных химиков Сербии: так, первая конференция, прошедшая 19—20 октября 2012 года при поддержке Сербского химического общества и Клуба юных химиков Сербии, состоялась при участии семи преподавателей химического факультета (трое из организационного комитета, четверо из научного комитета). Помимо этого, в Белграде проводятся и иные конференции химиков: в 2011 году состоялась конференция по аналитической химии «Евроанализ—16». Международное сотрудничество налажено со многими вузами и научно-исследовательскими институтами Европы и России (в том числе с Институтом химии нефти Сибирского отделения РАН).

## Некоторые выпускники
- Александар Попович (род. 1971), министр науки и защиты окружающей среды Сербии и Черногории (2004—2007), министр горнодобывающей промышленности и энергетики Сербии (2007—2008)